# Túnel de Berlín

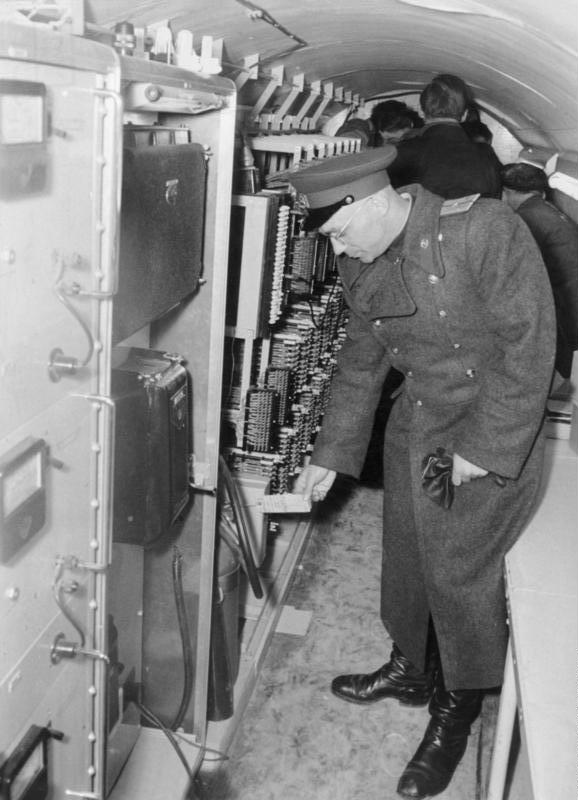
Oficial soviético inspeccionando el interior del túnel.

El Túnel de Berlín, cuyo nombre en código fue Operation Gold ("Operación Oro") -también conocida como Operation Stopwatch ("Operación Cronómetro") en Gran Bretaña- fue una misión conjunta de espionaje realizada por la Agencia Central de Inteligencia estadounidense y el SIS (Secret Intelligence Service) británico, para intervenir las líneas de comunicación telefónicas del cuartel del Ejército soviético en Berlín Oriental, a través de un túnel construido para ese propósito. Se trataba de una variación mucho más compleja que el anterior proyecto conocido como Operation Silver ("Operación Plata") en Viena (1949).

## Descripción
Aunque la "Operación Oro" fue planeada por el SIS y la CIA, fue el dinero y la mano de obra suministrados por esta última los que la llevaron a cabo.
Cincuenta años después de llevada a cabo la operación, los detalles del proyecto aún están clasificados, por lo que la información que se puede encontrar al respecto es escasa. Esto se debe principalmente a que el entonces Director de la Agencia Central de Inteligencia, Allen Dulles ordenó que "lo menos posible" fuese "por escrito", una vez que el ambicioso proyecto fue autorizado. 
Según un recuento de los hechos, Reinhard Gehlen, el jefe de la Bundesnachrichtendienst (Organismo de inteligencia de la República Federal Alemana), primeramente alertó a Dulles de la ubicación de una conjunción (o un entrecruzamiento) crucial de las líneas telefónicas, a menos de dos metros de profundidad, donde tres cables se cruzaban, situado cerca de la frontera del sector norteamericano de la entonces dividida o sectorizada Berlín.
Funcionarios de inteligencia estadounidenses se reunieron en Londres con sus contrapartes británicos, a fin de ultimar los detalles del túnel planeado. 
Uno de los que asistieron a las primeras reuniones fue George Blake, de quien años después se descubriría que en realidad era un topo al servicio de la Unión Soviética, infiltrado en el aparato de inteligencia británico. Blake aparentemente alertó a la KGB de inmediato, porque dos agentes de Gehlen fueron capturados tratando instalar un nuevo cable de intercepción a través de un canal de Berlín. No obstante, la KGB decidió permitir continuar con la Operación de Oro, al ver su potencial para la desinformación. Además, los soviéticos tenían un especial interés en intentar proteger lo más posible la identidad secreta de su doble agente Blake.
En diciembre de 1953, la operación fue puesta bajo la dirección de William King Harvey, exfuncionario del FBI transferido a la CIA.

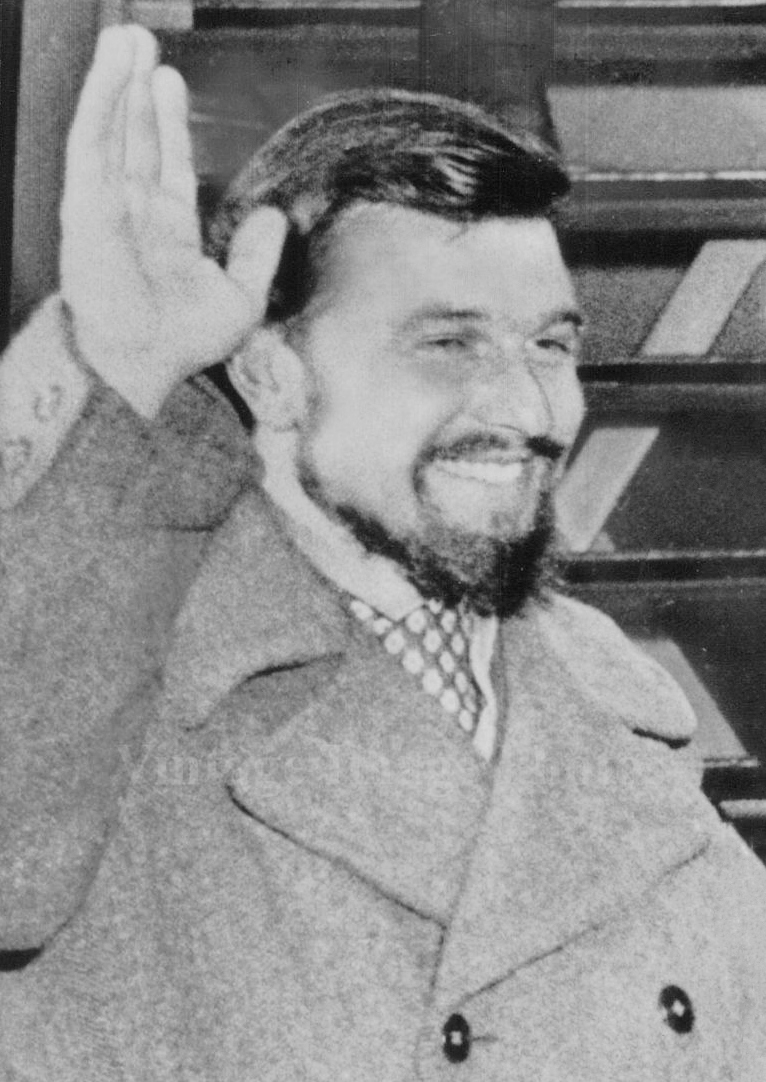
George Blake después de su regreso de Corea en 1953

Especialmente para la operación, se construyó -dentro del distrito Rudow, en el sector estadounidense de Berlín- un almacén con un sótano anormalmente profundo. Este sería fundamental en la etapa de cavado del túnel. Es que uno de los grandes desafíos del proyecto consistía en disimular la gran cantidad de tierra extraída, para lo cual se aprovecharía la gran área subterránea de la instalación techada recién erigida. De hecho, la construcción encubierta de este túnel -de nada menos que 450 metros de largo y de 6 m de ancho- en una de las fronteras "ideológicas" más vigiladas del mundo fue, sin duda alguna, un desafío excepcional de ingeniería. Máxime cuando se trataba de interceptar un manojo de cables telefónicos entrelazados de un diámetro combinado de unos 47 cm, que pasaban por debajo de una calle bastante concurrida del sector soviético de Berlín Oriental.
El cavado del conducto vertical inicial del túnel comenzó el 2 de septiembre de 1954, y este último sería finalmente completado el 25 de febrero del año siguiente. El túnel iba desde el distrito berlinés de Treptow/Altglienicke, dentro del área soviética y llegaba hasta una caja electrónica interceptora en Neukölln/Rudow, dentro del sector estadounidense de Berlín. Desde allí, los norteamericanos y sus aliados británicos escuchaban y grababan los mensajes que fluían desde y hacia el cuartel militar soviético situado en Zossen, cerca de Berlín. En algunos casos se trataba de conversaciones entre Moscú y la embajada soviética en la comunista Alemania Oriental. En otros, de intercambios verbales entre oficiales soviéticos y sus camaradas germano-orientales.
Al parecer, los servicios de inteligencia occidentales no habrían podido romper el cifrado o la codificación de los mensajes soviéticos en ese momento. En su lugar, aprovecharon un débil eco electrónico producido por el (no muy sofisticado) equipo de comunicaciones soviético, a fin de grabar y escuchar directamente el tráfico telefónico en tiempo real, sin tener por lo tanto que complicarse adicionalmente, intentando descifrar las comunicaciones.
Por su parte, en Washington D. C., un equipo de traductores y analistas de la CIA trabajaba constantemente, debido a la gran cantidad de intercepciones realizadas, que abarcaban desde conversaciones militares de alto nivel de la oficialidad soviética hasta meros chismes de cuartel.
Durante la relativamente corta vida operativa del túnel, de menos de un año (más precisamente, de 11meses y también 11 días), se lograron grabar alrededor de 1.000.000 de llamadas, que quedarían almacenadas en unas 50.000 cintas. Para evaluar este constante flujo de (des)información entrante, el trabajo de traducción y de transcripción de la Operation Gold continuó hasta septiembre de 1958.

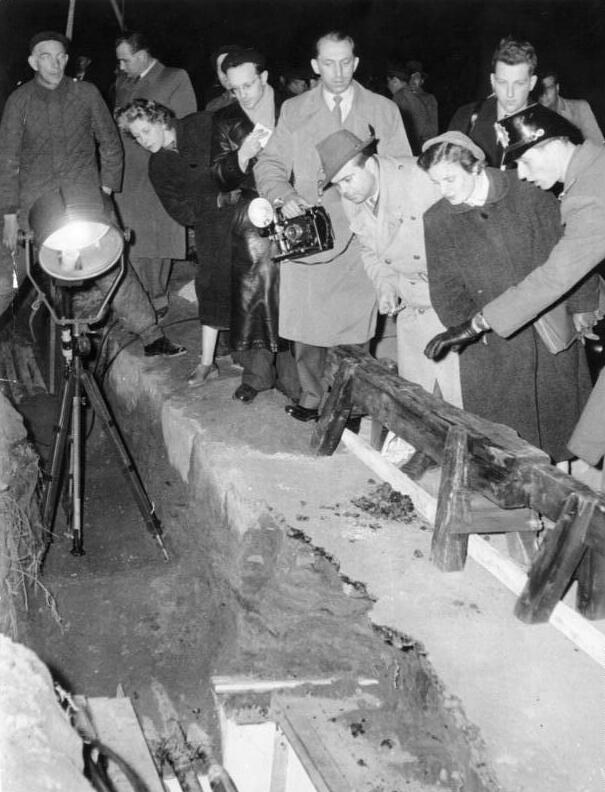
Los cables telefónicos intervenidos son mostrados a la prensa internacional, en una presentación propagandística soviética contra los "traicioneros" occidentales

El 21 de abril de 1956, unos once meses después de haber entrado el túnel en funcionamiento, soldados soviéticos y germano-orientales irrumpieron por el extremo Este del mismo, llamándolo una "violación de las normas del derecho internacional" y "un acto gangsteril o mafioso". Periódicos de todo el mundo fueron invitados por los soviéticos, a fin de tomar fotografías del compartimiento subterráneo (y de su sofisticado equipamiento), el cual cruzaba la frontera interalemana, invadiendo el sector comunista. En la pared del mismo, frente a los dispositivos de intercepción telefónica, la inteligencia occidental hasta había colocado un cartel -escrito en alemán y ruso- que decía "Prohibida la entrada por el comandante general". Mediante ese sencillo ardid se pretendía dar la impresión, sobre todo si un suboficial o militar soviético de baja jerarquía lo descubría, que se trataba de una instalación subterránea secreta construida por la propia URSS.
No solo resultó Allen Dulles afectado por la incursión del túnel, sino también su hermano, John Foster Dulles, quien por entonces era nada menos que el Secretario de Estado (canciller o ministro de relaciones exteriores de los Estados Unidos). Incluso la operación terminaría afectando a su hermana, Eleanor Lansing Dulles, quien en ese tiempo era la encargada de la oficina representante del Departamento de Estado en la propia Berlín.
Solo en 1961, cuando el topo, George Blake fue detenido juzgado y condenado, pudo la inteligencia occidental darse cuenta de que el túnel había estado comprometido incluso desde bastante antes de que comenzase su construcción.
Aunque Allen Dulles públicamente celebró el éxito de la Operación Oro, los analistas de la CIA posteriormente debatirían acerca del valor en general de la información de inteligencia por ella reunida.
Según una opinión minoritaria, los soviéticos habrían permitido el flujo de comunicaciones militares no críticas o livianas a través de ese cableado, a fin de generar la idea o proyectar la ilusión de que no tenían intenciones agresivas respecto de la rodeada Berlín Occidental bajo la ocupación aliada anglo-estadounidense-francesa.
La malograda "Operación Oro" sería el trasfondo de las novelas The innocent, escrita por Ian McEwan y Voices under Berlin: The Tale of a Monterey Mary, de T.H.E. Hill.